# Ricotta
La ricotta è un latticino che si ottiene dal siero di latte.

## Caseificazione della ricotta

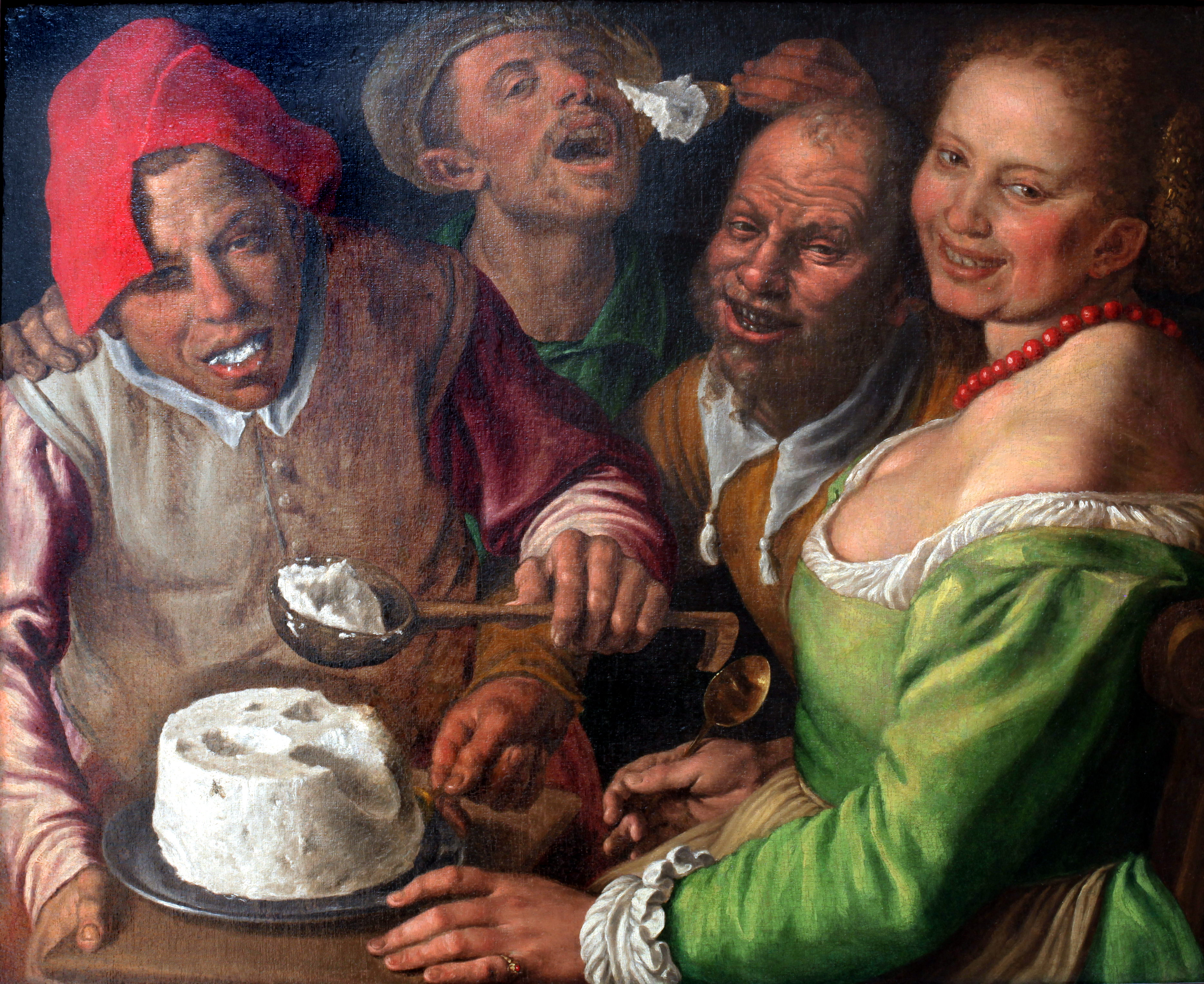
Vincenzo Campi, I mangiatori di ricotta (olio su tela, 1580, Museo di belle arti di Lione)

La ricotta, pur essendo un prodotto caseario, non è, per legge, formaggio ma va classificata semplicemente come latticino: non viene ottenuta infatti attraverso la coagulazione della caseina, ma delle proteine del siero di latte, cioè la parte liquida che si separa dalla cagliata durante la caseificazione.
Il processo di coagulazione delle sieroproteine avviene con il riscaldamento del siero alla temperatura di 80-90 °C. Le proteine interessate sono in particolare albumina e globulina. La tecnologia più antica consisteva solamente nel riscaldare il siero aspettando l'affioramento della ricotta in superficie. Nei secoli si sono via via sviluppate tecnologie che, sfruttando la reazione di saturazione salina, ottenevano un migliore recupero ed una più alta qualità. Tali tecnologie sono quelle riconducibili all'impiego di acque sorgive e/o marine ieri, nel ventunesimo secolo sali per ricotta. Spesso vengono anche aggiunte soluzioni acide (di acido citrico, lattico, sale amaro o inglese) per catalizzare la coagulazione.
Il metodo tradizionale siciliano, ancora praticato in alcune piccole aziende agricole dove il formaggio viene preparato ogni giorno con latte crudo e senza fermenti, utilizza la scotta inacidita del giorno prima come catalizzatore: il liquido che rimane dopo la produzione della ricotta viene messo da parte, lasciato inacidire durante la notte e il giorno dopo una piccola quantità di questo liquido viene aggiunta al siero riscaldato per produrre la ricotta. In alcune zone della Sicilia orientale (ma anche in altre regioni come la Toscana e la Calabria) vengono utilizzati rametti di fico che, grazie alla linfa in essi contenuta, riescono a cagliare il latte ottenendo la ricotta.
La massa coagulata viene poi posta in recipienti perforati (anticamente si usavano cestini di vimini o di canne) per far scolare il liquido in eccesso. La ricotta ha un sapore dolce, dovuto al lattosio presente nel siero in misura variabile dal 2 al 4 per cento, in funzione del latte utilizzato. Il contenuto in grasso varia dall'8% (ricotta vaccina) al 24% (ricotta ovina).

## Tipologia

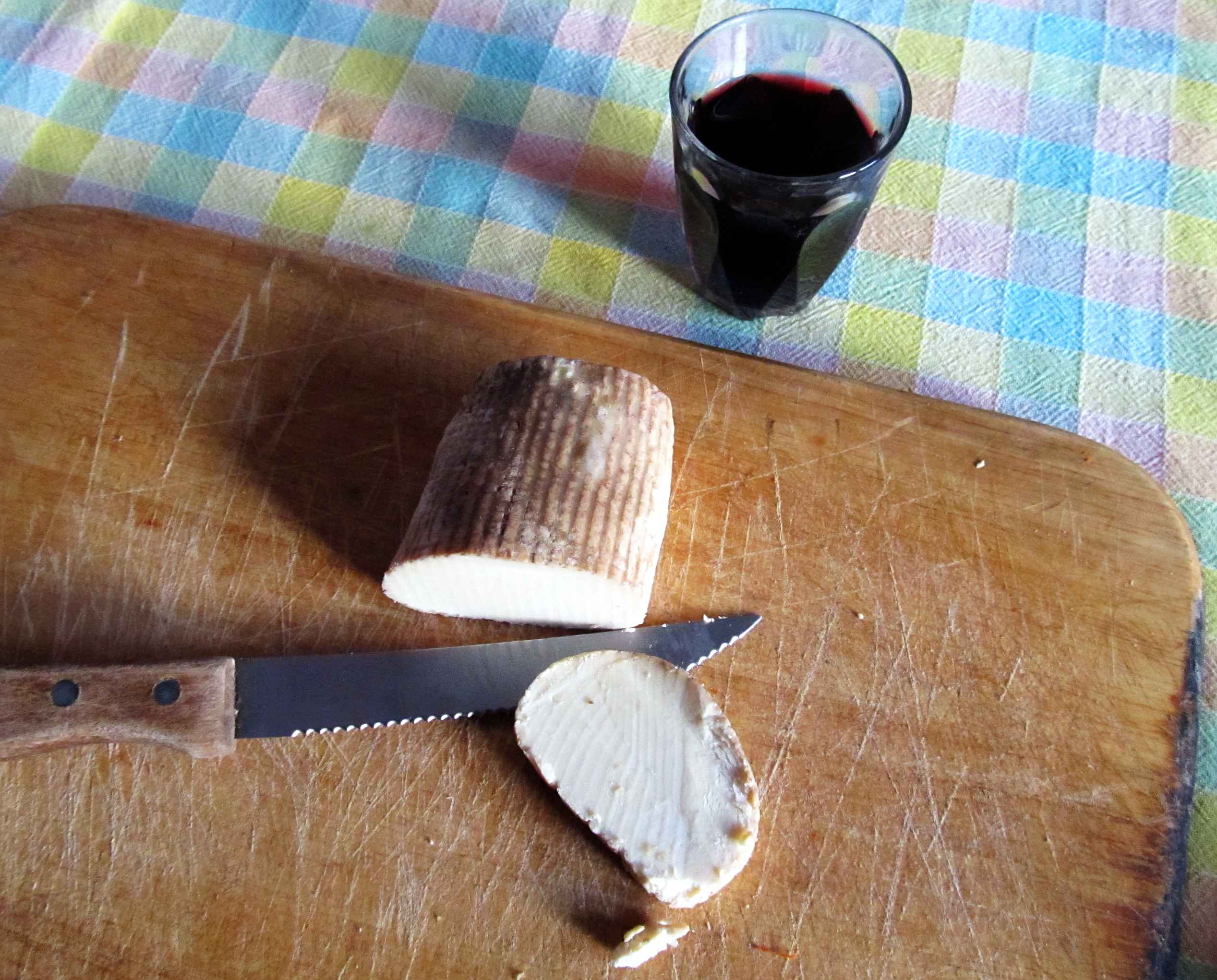
Ricotta affumicata della Sila (Calabria)

Esistono ricotte classificate secondo il latte con cui si produce:
- vaccino,
- ovino, dal gusto più intenso
- caprino
- bufala,
- misto.

Da un punto di vista strettamente nutrizionale viene annoverata tra i prodotti magri (130-240 kcal/100 g, eccetto che non venga addizionata con latte o panna).
Ricca di proteine nobili, (circa 8% nella ricotta vaccina), fornisce un residuo di lavorazione detto scotta, che veniva spesso utilizzato dai pastori per l'alimentazione dei cani. Esiste anche la ricotta salata o ricotta secca che è ricotta addizionata di sale per la conservazione e fatta essiccare.
Viene prodotta in tutta Italia e quella ovina in particolare in Sardegna, Sicilia, Basilicata, Abruzzo, Puglia, Campania e Calabria e, se salata o infornata è usata grattugiata sulla pasta asciutta, nelle ricette siciliane come la pasta alla Norma. La ricetta abruzzese tradizionale degli anellini alla pecorara, prevedeva l'utilizzo di ricotta essiccata. Infatti era una ricetta che i pastori preparavano durante la transumanza quando cioè non era possibile reperire prodotti freschi. Nelle valli valdesi, in provincia di Torino viene prodotto un particolare tipo di ricotta stagionata nel fieno che si chiama saras del fen.
Si produce anche la ricotta affumicata: nell'alto Veneto ed in particolare nella provincia di Belluno, ma anche in altre zone del nord est Italia.

## Riconoscimenti
In Italia vi è dal 2005 il riconoscimento DOP (Denominazione d'origine protetta), della ricotta romana (ovina) e dal 2010 quello della Ricotta di Bufala Campana.
La ricotta è riconosciuta prodotto agroalimentare tradizionale  su proposta della regione Basilicata, regione Calabria,  regione Lazio e Campania nelle seguenti denominazioni:
- ricotta
- ricotta forte
- Ricotta secca
- ricotta affumicata
- ricotta di fuscella

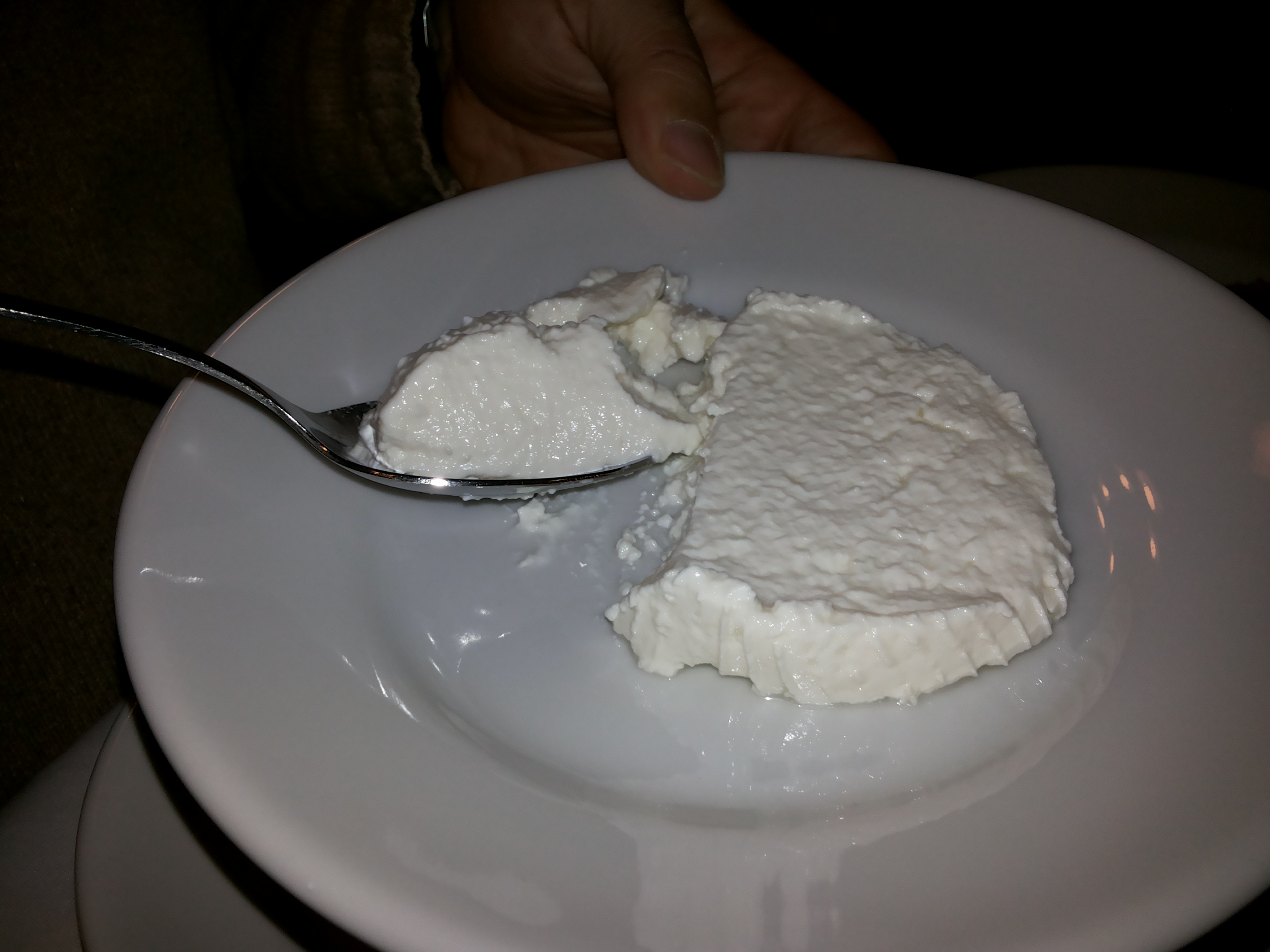
Ricotta di pecora siciliana

Su proposta della Regione Siciliana sono inserite tra i Prodotti agroalimentari tradizionali siciliani riconosciuti dal Ministero delle politiche agricole alimentari e forestali le seguenti denominazioni:
- Ricotta di pecora
- Ricotta infornata
- Ricotta mista
- Ricotta iblea
- Ricotta di vacca

## Cucina
La ricotta è anche l'elemento base di molte ricette che vanno dai primi piatti ai dolci: zuccotto fiorentino, tortelli maremmani, schianta pugliese, 'mbignulata calabrese, pastiera napoletana, cannoli siciliani, rollò, cassata siciliana (rigorosamente ricotta di pecora), cappelletti romagnoli, tortelloni di magro, pàrdula sarda, gnudi.

## Zona di produzione

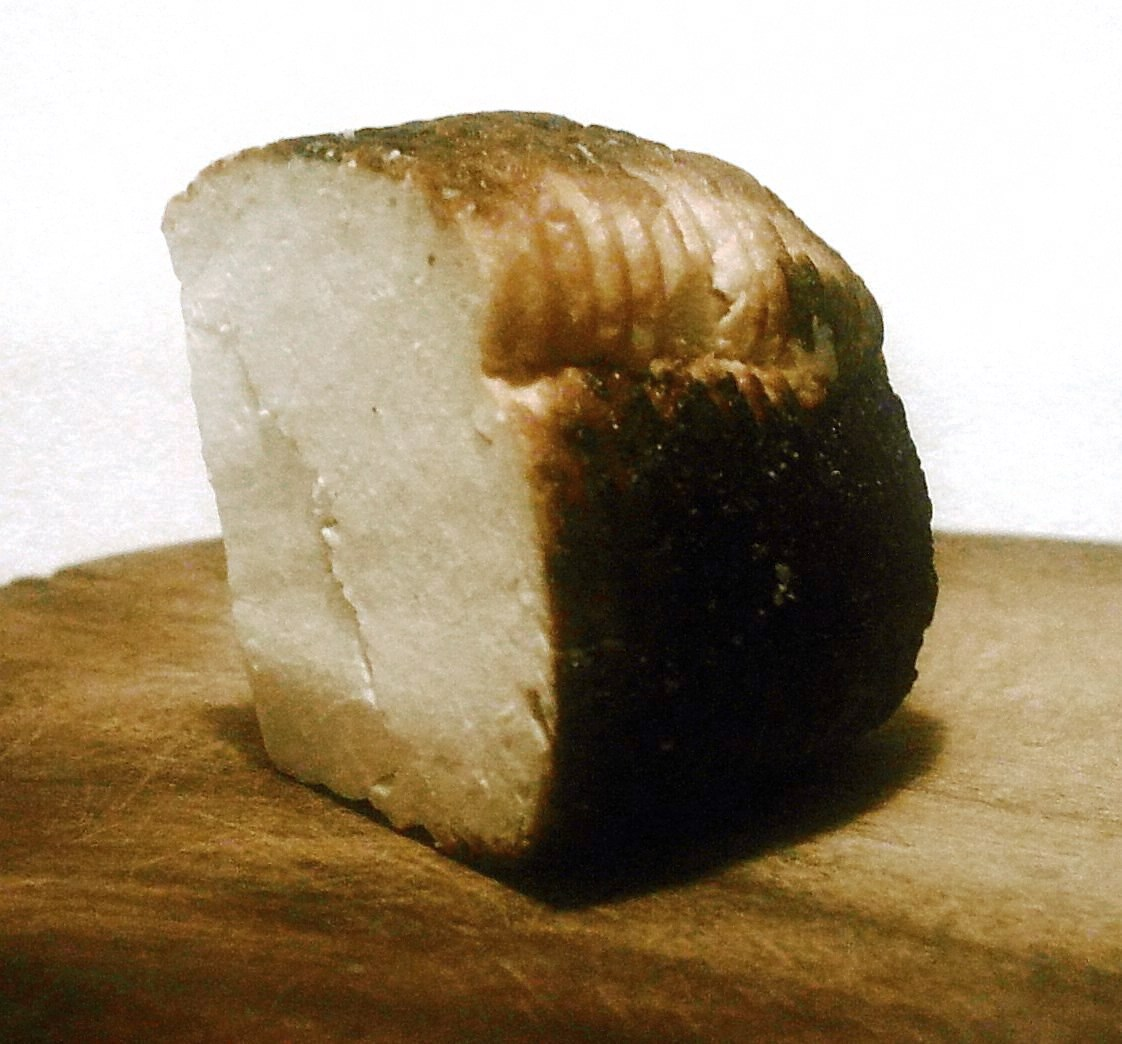
Un pezzo di ricotta infornata.

È prodotta in quasi tutte le regioni italiane: fra le maggiormente commercializzate vi sono quelle prodotte nel  Lazio, Abruzzo, Basilicata, Sicilia, Sardegna, Campania, Puglia, Calabria, Toscana, Friuli-Venezia Giulia, Lombardia e Piemonte. In molte delle regioni citate esistono ulteriori lavorazioni della ricotta, come quella stagionata, infornata, affumicata o salata.
Fuori dall'Italia si produce ricotta nella Svizzera italiana (ricotta, mascarpa), in quella romanda (sérac), in quella tedesca (ziger), oltre che nei paesi mediterranei europei: Francia (Sérac, brocciu corso), Grecia (myzíthra, anthótyros), Spagna (requesón) e Malta (rikotta). Nelle regioni alpine di lingua tedesca, tra cui la suddetta Svizzera, viene prodotta col nome di Ziger. In Romania la ricotta è conosciuta da tempi immemorabili con il nome di urdă ed è considerata come un prodotto tradizionale rumeno.